# إلمور ليونارد
إلمور جون ليونارد الابن (11 أكتوبر 1925 - 20 أغسطس 2013) هو روائي أمريكي وكاتب قصة قصيرة وكاتب سيناريو. كانت أول رواية منشورة له في خمسينيات القرن العشرين من نوع الويسترن، ولكنه تابع ليختص في أدب الجريمة وأدب الإثارة، والتي اقتُبس العديد منها ليصبح أفلام سينمائية.
من بين أشهر أعماله، الحصول على القليل، وخارج النظر، وسواغ وهومبر، ومستر ماجيستك، ورَم بانش (اقتُبس كفيلم بعنوان جاكي براون). تضمنت كتابات ليونارد قصص قصيرة أصبحت واحدة منها فيلمًا سينمائيًا بعنوان 3:10 إلى يوما وذا تول تي، إضافةً للسلسلة التلفزيونية المعروضة على قناة إف إكس بعنوان جاستيفايد.

## نشأته وتعلميه
وُلد ليونارد في نيو أورليانز بولاية لويزيانا، ابن فلورا أميلا (كنيهتا قبل الزواج رايف) وإلمون جون ليونارد الأكبر. بسبب عمل والده كمحدد مواقع لصالح شركة جنرال موتورز، انتقلت العائلة عدة مرات لعدة سنوات. في عام 1934، استقرت العائلة في ديترويت.
تخرج ليونارد من الكلية اليسوعية بجامعة ديترويت عام 1943، وبعد رفض انضمامه إلى المارينز، انضم مباشرةً إلى البحرية، حيث خدم لثلاث سنوات في كتبة لابناء في البحرية الأمريكية المعروفة بالسيبيز (ولُقب بدوتش تيمنًا برامي البيسبول دوتش ليونارد). بعد التسجيل في جامعة ديترويت عام 1946، تابع الكتابة بجدية أكبر، مدخلًا عمله في مسابقات القصة القصيرة ومرسلًا أعماله إلى المجلات للنشر. تخرج عام 1950 وحصل على بكالوريوس في اللغة الإنجليزية والفلسفة. قبل تخرجه بسنة، حصل على عمل في كتابة الإعلانات لصالح وكالة شابل-إلوارد للإعلانات، وهو منصب شغله لعدة سنوات، ولم يترك الكتابة.

## المسيرة المهنية
حصل ليونارد على أول نجاح له في سوق الأدب خلال خمسينيات القرن الماضي، إذ نشر بانتظام روايات الويسترن في مجلة اللب. حقق أول نجاح له في عام 1951 عندما نشرت مجلة أرغوسي قصته القصيرة درب الأباتشي. خلال الخمسينيات وأوائل الستينيات، واصل كتابة روايات الويسترن، ونشر أكثر من 30 قصة قصيرة. كتب روايته الأولى، صائدو الجوائز، عام 1953 وتبع ذلك بأربع روايات أخرى. صورت رواياته الويسترن ولعه بالغرباء والأشخاص المستضعفين ثقافيا. غالبًا ما طور شخصياته من خلال الحوار، وعرف كل منها عن طريق خطابه. بالنسبة للعديد من قصصه، فضل أن تحدث في أريزونا ونيو مكسيكو. حُولت خمسة من رواياته الويسترن إلى أفلام رئيسية قبل عام 1972: ذا تول تي (إخراج راندولف سكوت) و3:10 إلى يوما (إخراج غلين فورد) وهومبر (إخراج بول نيومان) وفالديز إز كامينغ (إخراج بورت لانكستر) وجو كيد (إخراج كلينت إيستود).
في عام 1969، نُشرت أول قصة جريمة له بعنوان الجائزة الكبيرة عن طريق دار نشر غولد ميدال. كان ليونارد مختلفًا عن الأسماء المعروفة الذين يكتبون في هذا النوع الأدبي، مثل رايموند شاندلر أو أي كاتب لنوع النوار، دون وجود للميلودراما والتفاؤل، ولكن أكثر اهتمامًا شخصياته والحوار الواقعي. غالبًا ما كان مسرح أحداث القصص في ديترويت، ولكن بصرف النظر عن موقعه المفضل، كان يحب أيضًا استخدام جنوب فلوريدا كمسرح أحداث. كانت لا برافا، وهي رواية نُشرت عام 1983، مناسبة أيضًا لمراجعة نيويورك تايمز، إذ انتقل ليونارد من كاتب غموض إلى روائي. كتابه التالي، وهو عن قصة مقامرة في أتلانتيك سيتي نُشر في عام 1985 بعنوان غليتز، وكان من نوع أدب الجريمة. أمضت الرواية 16 أسبوعًا في قائمة الأكثر مبيعًا في قائمة نيويورك تايمز. كانت روايات الجريمة الأخرى التي تلت ذلك من الأكثر مبيعًا أيضًا. في استعراضه لغليتز، وضعه ستيفن كينغ في نفس المنزلة مع جون ماكدونالد ورايمون شاندلر وداشيل هاميت، لكن ليونارد شعر بتأثير أكبر من إرنست همنغواي وجون شتاينبك. يعتقد ليونارد أن كتبه خلال ثمانينيات القرن العشرين أصبحت ذات روح دعابة أكبر وأنه كان يطور أسلوبًا أكثر تحررًا وسهولة. كانت أفلامه المفضلة ديكسي مافيا عن قصة تيشومينغو بلوز إنتاج عام 2002 وفريكي ديكي إنتاج عام 1988 حول المجرمين السابقين من الهبيين. أخذت بعض شخصياته من روايات مختلفة لإنتاج أفلام هوليودية مثل عصابة هوليوود تشيلي بالمر، سارق البنك جاك فولي أو كل من كارل ويبستر ورايلان جيفنز أعضاء شرطة الولايات المتحدة. نُشرت كتب الجريمة الخاصة به من بين أمور أخرى من قبل منشورات فاوست وبانتام ومنشورات ديل. في ثمانينيات القرن العشرين، كان ناشره دار أربور، ولاحقًا أيضًا وليام مورو وشركاه كوادهة لهاربر كولينز. هناك طبعات مختلفة من رواياته، لذلك في العقد الأول من القرن الحالي طبعت رواياته دار ويدينفيلد ونيكلسون. في وقت وفاته، كانت رواياته تُباع بعشرات الملايين من النسخ.
من بين الاقتباسات السينمائية لأعماله؛ فيلم جاكي براون (بطولة بام جرير، من إخراج كوينتين تارانتينو) وهو تكريم لإيقاع وبداهة للمؤلف؛ غيت شورتي (جون ترافولتا وجيني هاكمان إنتاج 1995) وآوت أوف سايت (جورج كلوني وجينيفر لوبيز، إخراج ستيفن سودربيرغ) والمسلسل التلفزيوني جاستيفايد. صُنع ما يقرب من ثلاثين فيلمًا من روايات ليونارد، ولكن بالنسبة لبعض النقاد، كان أسلوبه الخاص ينجح فقط في الكتب.

## جوائز
حصل على جوائز منها:
- الخنجر الماسي لكارتييه [الإنجليزية]‏ (2006)
- Michigan Author Award [الإنجليزية]‏ (1996)
- جائزة هاميت [الإنجليزية]‏ (1991)
- جائزة مارتن بيك [الإنجليزية]‏، عن عمل: La Brava (novel) [الإنجليزية]‏ (1985)
- جائزة إدغار.

## وصلات خارجية
- إلمور ليونارد على موقع IMDb (الإنجليزية)
- إلمور ليونارد على موقع الموسوعة البريطانية (الإنجليزية)
- إلمور ليونارد على موقع مونزينجر (الألمانية)
- إلمور ليونارد على موقع ألو سيني (الفرنسية)
- إلمور ليونارد على موقع ميوزك برينز (الإنجليزية)
- إلمور ليونارد على موقع أول موفي (الإنجليزية)
- إلمور ليونارد على موقع قاعدة بيانات الأفلام السويدية (السويدية)
- إلمور ليونارد على موقع إن إن دي بي (الإنجليزية)
- إلمور ليونارد على موقع قاعدة بيانات الفيلم (الإنجليزية)
- إلمور ليونارد على موقع كينوبويسك (الروسية)